# Клетъчен имунен отговор
Клетъчният имунен отговор (клетъчно-медииран имунитет) е имунна реакция, която не включва антитела, а по-скоро включва активирането на фагоцитите, NK-клетките, антиген-специфичните цитотоксични T-лимфоцити, както и освобождаването на различни цитокини в отговор на антиген. Имунната система е разделена на два клона: хуморален имунитет, при който компонентите на имунологичната защитна функция може да бъдат намерени в хумора (безклетъчна телесна течност или серум) и клетъчен имунитет, при който компонентите на имунологичната защитна функция се осъществява от клетки. CD4 клетки или T-клетки помощни осигуряват защита срещу различни патогени. Цитотоксичните T-клетки причиняват смърт чрез апоптоза, без помощта на цитокини, затова при клетъчно медиирания имунитет не винаги цитокините са представени.
Клетъчният имунитет предпазва тялото чрез:
1. активиране на антиген-специфични цитотоксични T-лимфоцити, които са в състояние да предизвикват апоптоза в телесните клетки, експониращи епитопи на чужд антиген на повърхността им, като например, заразени с вируси клетки, клетки с вътреклетъчни бактерии или раковите клетки експресиращи туморни антигени;
2. активиране на макрофагите и естествените клетки убийци (NK Клетки), което им дава възможност да унищожават патогени
3. стимулиране на клетките да отделят различни цитокини, които влияят на функцията на други клетки, участващи в адаптивните реакции на имунната система както и на вродения имунитет.

Клетъчният имунен отговор е най-ефективен при премахване на заразени с вируси клетки, но също така участва в защитата срещу гъбички, протозои, ракови клетки и вътреклетъчни бактерии. Той също така играе важна роля при отхвърляне на транспланти.
|  | Тази страница частично или изцяло представлява превод на страницата Cell-mediated immunity в Уикипедия на английски. Оригиналният текст, както и този превод, са защитени от Лиценза „Криейтив Комънс – Признание – Споделяне на споделеното“, а за съдържание, създадено преди юни 2009 година – от Лиценза за свободна документация на ГНУ. Прегледайте историята на редакциите на оригиналната страница, както и на преводната страница, за да видите списъка на съавторите. ВАЖНО: Този шаблон се отнася единствено до авторските права върху съдържанието на статията. Добавянето му не отменя изискването да се посочват конкретни източници на твърденията, които да бъдат благонадеждни. |